# Vanessa Pey
Vanesa Pey (Tarragona, 1973) és una fotògrafa de Tarragona. Són nombroses les seves mostres individuals i col·lectives a Espanya, França, Canadà, Països Baixos i Alemanya.

## Obra
Una de les seves primeres sèries “Venus Violenta” (1996-98) amb gran presència femenina i violència. En cadascuna de les 22 sèries que van del 1996 al 2016 mostra novetats com canvis d'estil, mantenint, però, l'essència del que es vol expressar. En els darrers anys, el paisatge ha anat guanyant pes a la seva producció. Paisatges creats per l'artista a partir d'un fragment de realitat. La seva obra es focalitza en un objectiu molt específic què és el de la figura humana, i tot el que l'envolta, tant la seva imatge natural com les seves representacions escultòriques. L'artista va crear una manera molt personal de treballar, un llenguatge propi, amb un conjunt de característiques que s'han mantingut constants al llarg de la seva trajectòria, com són primers plans, cossos fragmentats, importància donada als ulls, a la manera de mirar i escultures de cossos amb la natura. Tot això ho articula en composicions complexes, juxtaposades o superposant rostres i cossos que barreja amb imatges d'escultures.Treballa per sèries, moltes amb títols poètics, que de vegades ajuden a entendre en part les seves obres.